# Lanxoblatta magnifica
Lanxoblatta magnifica är en kackerlacksart som beskrevs av Rehn, J. A. G. 1932. Lanxoblatta magnifica ingår i släktet Lanxoblatta och familjen jättekackerlackor. Inga underarter finns listade i Catalogue of Life.